# J.K.
J.K. – włoski projekt muzyki eurodance, stworzony przez producentów: Larryego Pignagnolę i Davide Rivę. Znany z takich utworów jak: "You & I" oraz "My Radio".
Podczas nagrań studyjnych piosenki śpiewały Giovanna Bersola, Sandra Chambers i Ann Lee, natomiast w wideoklipach i na koncertach występowała polska modelka Marta Simlat, która pozorowała śpiew, poruszając ustami (playback). 

## Single
- 1992 "You Make Me Feel Good"
- 1994 "Beat It"
"You & I"
- 1995 "My Radio"
- 1996 "Sweet Lady Night"
- 1998 "Go On"
- 1999 "Deep in the Night"
- 2000 "You Got Me Dancing"
- 2001 "Make Me Feel"
- 2002 "Hit My Heart"